# كيرستن فينزيل
كريستين فينتسل (بالألمانية:Kirsten Wenzel) لاعبة تجديف ألمانية سابقة، وُلدت في السابع والعشرين من فبراير لعام 1961 في لايبزيش في المانيا الشرقية. وقد فازت بالأولمبياد في عام 1981.
كانت كرتسين تدرس علوم التربية حتى التحقت بنادي لايبزيش الرياضي وتدربت على يد هيرتا فايتش. حصدت ألمانيا الشرقية بطولة العالم في عام 1978 لسباق التجديف الرباعي بفضل كرستين والمجدفات الأخريات كرستن نايسر وأنجيلكا نواك ومارتيا زاندلج واوته سكروبسكي، أما في 1979 حصد الفريق ذاته على المركز الثاني متقدمًا عليه فريق الاتحاد السوفيتي. وفي الألعاب الأولمبية الصيفية لعام 1980 في موسكو فازت ألمانيا الشرقية بميدالية ذهبية متغلبة على بلغاريا بفارق زمني قدره ثانية، وكان فريق التجديف آنذاك مكون من رامونا كوبهايم وسيلفيا فرولش وأنجيلكا نواك ورومي زالفيلد، أما فريق الاتحاد السوفيتي الفائز ببطولة العالم قد احتل المركز الثالث؛ وقد تم تكريم كرستين على هذا النجاح بوسام الاستحقاق الوطني الفضي. فازت كريستين مع كل من زالفلد وزاندلج وفرولش وسابينا بورتيوس ببطولة ألمانيا الشرقية للتجديف. وفي بطولة العالم لعام 1981 حصد الفريق على المركز الثاني بعد نظيره السوفيتي.
تزوجت كريستين بالسباح راينر شتروباخ، ولكن الثنائي قد تطلقا فيما بعد.

## الكتب
كانت كرستين ضمن كتاب «المعجم الأكبر لرياضي ألمانيا الشرقية. أكثر 1000 لاعبة ولاعب نجاحًا وشعبيًا من ألمانيا الشرقية، نجاحتهم وسيرتهم الذاتية» للكاتب فولكر كلوجه.
- Volker Kluge: Das große Lexikon der DDR-Sportler. Die 1000 erfolgreichsten und populärsten Sportlerinnen und Sportler aus der DDR, ihre Erfolge und Biographien. Schwarzkopf & Schwarzkopf, Berlin 2000, ISBN 3-89602-348-9.

## وصلات خارجية
- كيرستن فينزيل على موقع الاتحاد الدولي للتجديف (الإنجليزية)
- كيرستن فينزيل على موقع الاتحاد الدولي للتجديف (الإنجليزية)
- كيرستن فينزيل على موقع اللجنة الأولمبية الدولية (الإنجليزية)
- كيرستن فينزيل على موقع أوليمبيديا (الإنجليزية)
- السيرة الذاتية لكرستين على موقع Sports-Reference  (باللغة الإنجليزية)
- مقال عن النجاحات الألمانية في بطولة العالم للتجديف (باللغة الألمانية)
- بنك بيانات بطولات ألمانيا الشرقية في التجديف الرباعي(باللغة الألمانية)